# スロヴォ・ビルディング
スロヴォ・ビルディング（ウクライナ語: Будинок «Слово»、日本語: 「言葉の家」）は、ウクライナのハルキウ市シェフチェンキウシキー地区にある多層住宅ビルである。ビルの形状はウクライナ語の「スロヴォ」（言葉）の頭文字「C」または「S」を象徴しており、著名なウクライナ人作家のための住居として建設された。1920年代後半に建てられたこのビルには、60以上のアパートメントがあり、多くのウクライナ人作家や詩人が居住していたが、その多くが後に共産主義政権によりサンダルモフで銃殺された。彼らは現在「処刑されたルネサンス」として知られている。

## 建設
ハルキウは1919年12月19日から1934年6月24日までウクライナ・ソビエト社会主義共和国の首都であり、ウクライナ経済の中心地であった。この時期、人口は1920年の28.5万人から1927年には42.3万人に急増し、住宅不足が深刻化した。
ウクライナ化政策により、文学界もキエフからハルキウに移ったが、高騰する住宅費を賄えず、作家たちは事務所や即席の住居で暮らした。作家パウロ・ティチナは1923年に雑誌「チェルヴォニー・シュリャフ」の編集長となり、事務所で生活していた。
1920年代中盤、作家オスタプ・ヴィシュニャがソビエト政府に作家のための集合住宅建設を提案し、すぐに承認された。1927年9月、建築家ミトロファン・ダシュケヴィチが設計し、ビルの形状は「スロヴォ」の「C」を象徴するものとなった。資金不足のため、ヴィシュニャは1929年2月にモスクワでヨシフ・スターリンに資金提供を依頼し、即日承認された。ビルは1929年12月25日に完成した。
ビルは当時の基準で豪華に建設され、5階建てで66戸のアパートメントを備え、各戸に3～5部屋、バスルーム、セントラルヒーティング、電話が備わった。屋上にはソラリウムとシャワー、地下には幼稚園が設置された。1930年以降、居住者は「スロヴィアン」と呼ばれた。
2022年3月7日、2022年ロシアのウクライナ侵攻中のロシアの砲撃により、ビルは軽微な損傷を受けた。

## 処刑されたルネサンス

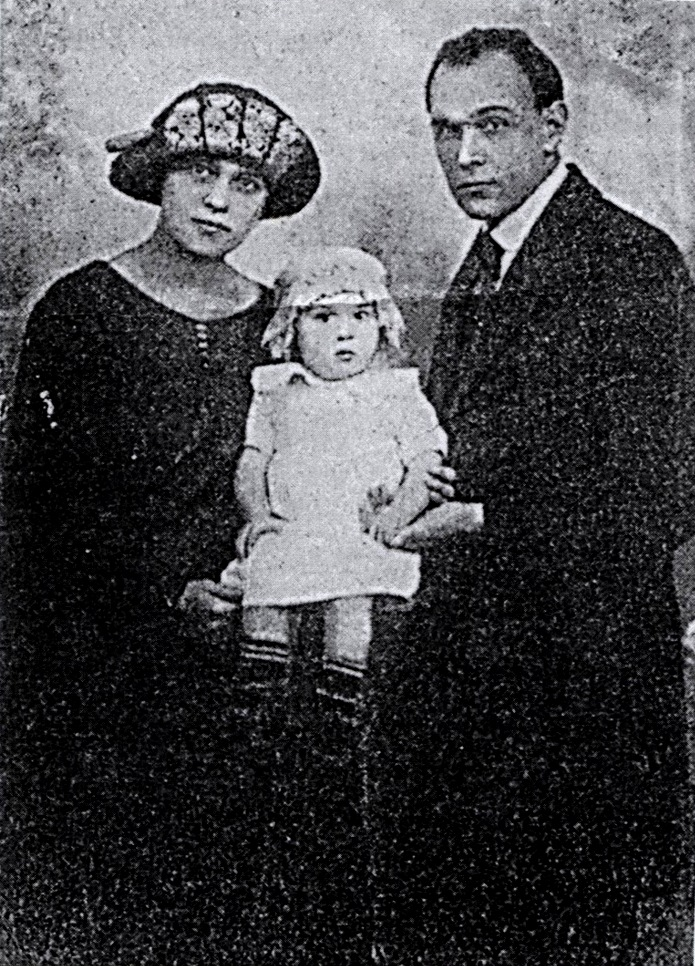
クリム・ポリシュチュクと妻ハリナ・ムネフスカ、娘レシア

スロヴォ・ビルの居住者は電話の盗聴や近隣住民の密告により厳重な監視下に置かれ、逮捕の危険にさらされていた。最初の逮捕者は女優ハリナ・ムネフスカで、1931年1月20日、夫クリム・ポリシュチュクを告発しなかったため逮捕され、5年の懲役を宣告された。ポリシュチュクは1937年にサンダルモフで銃殺された。1931年3月2日にはパウロ・フルィスチュク、1932年3月16日にはイヴァン・バフリャヌィが逮捕された。
1933年は逮捕者が最も多く、作家ミハイロ・ヤロヴィは5月12日にスパイ容疑などで逮捕され、1937年にサンダルモフで処刑された。翌日、ミコラ・フヴィリョヴィが自室で自殺し、居住者の絶望を象徴した。ホロドモールの飢饉と並行して、ビル居住者の40戸が影響を受け、33人が処uttavia、5人が長期のグラグ収容所送り、1人が自殺、1人が不明な状況で死亡した。

## 記念
2019年8月21日、スロヴォ・ビルはウクライナ国家不動文化財登録簿に追加された。2003年8月24日、著名な居住者の名前を記した記念プレートが設置された。

## 記念プロジェクト
2017年3月、「プロスロヴォ・プロジェクト」が開始され、スロヴォ・ビルとその居住者に関する研究が行われている。成果はウェブサイトで公開され、ビルのタイムライン、3Dアパートメント可視化、居住者の写真や回想録が閲覧可能である。同年、リュボフ・ヤキムチュクとタラス・トメンコによるドキュメンタリー映画「スロヴォ・ハウス (映画)」が公開された。
2018年、ゲーム「Будинок СЛОВО」が開発され、1930年代の検閲と抑圧の雰囲気を体験できる。参加者は居住者の生活や創作活動を学び、文学批評家や写真収集家などの役割を演じる。